# پوززدژه
پوززدژه (به لهستانی:  Pozezdrze) یک روستا در لهستان است که در گمینا پوززدژه واقع شده‌است. پوززدژه ۱٬۳۲۰ نفر جمعیت دارد.